# Nemesis (Magic)
Nemesis è un'espansione del gioco di carte collezionabili Magic: l'Adunanza, edito da Wizards of the Coast. In vendita in tutto il mondo dal 14 febbraio 2000, è il secondo set di tre del blocco di Mercadia, che comprende anche Maschere di Mercadia e Profezia.

## Ambientazione
(Volrath)
Nemesis è ambientata su Rath, un piano dimensionale artificiale che per millenni si è evoluto in funzione dei piani di Yawgmoth di invadere Dominaria. L'emissario phyrexiano Belbe è chiamato a scegliere un nuovo evincaro per governare, Crovax sale così al potere sconfiggendo i rivali Ertai e Greven Il-Vec, soppiantando Volrath. Intanto i ribelli di Rath si sono riuniti sotto la guida dell'elfo Eladamri, e hanno come obiettivo la liberazione del piano dal dominio di Phyrexia.
(Crovax)

## Caratteristiche
Nemesis è composta da 143 carte, stampate a bordo nero, così ripartite:
- per colore: 25 bianche, 25 blu, 25 nere, 25 rosse, 25 verdi, 15 incolori, 3 terre.
- per rarità: 55 comuni, 44 non comuni e 44 rare.

Il simbolo dell'espansione è un'alabarda, e si presenta nei consueti tre colori a seconda della rarità: nero per le comuni, argento per le non comuni, e oro per le rare.
Nessuna carta del set è stata ristampata da espansioni precedenti.
Nemesis è disponibile in bustine da 15 carte casuali e in 4 mazzi tematici precostituiti da 60 carte ciascuno:
- Replicator (verde/nero)
- Mercenaries (nero)
- Eruption (bianco/rosso)
- Breakdown (blu/verde)

### Prerelease
Nemesis fu presentata in tutto il mondo durante i tornei di prerelease il 5 febbraio 2000, in quell'occasione venne distribuita una speciale carta olografica promozionale: l'Assassina di Rath.

## Novità
Oltre a sviluppare le meccaniche di gioco del set precedente, Nemesis introduce una nuova abilità: svanire.